# Arzew
La commune d'Arzew actuelle, fondée au XIXe siècle sous le nom d'« Arzew-le-Port », ne doit pas être confondue avec le « Vieil Arzew » devenu « Saint-Leu », centre habité près des ruines antiques de « Portus Magnus », dans la commune actuelle de Bethioua, dont l'histoire est développée dans l'article qui lui est consacré.
Arzew [arzə] (en arabe : أرزيو, en berbère: ⴰⵔⵣⵉⵡ, anciennement transcrit en français Arzeu) est une commune d'Algérie de la wilaya d'Oran.
Arzew a une grande industrie pétrochimique ainsi qu'un port maritime. Elle abrite l'une des zones pétrochimiques les plus importantes d'Algérie.

## Géographie

### Situation

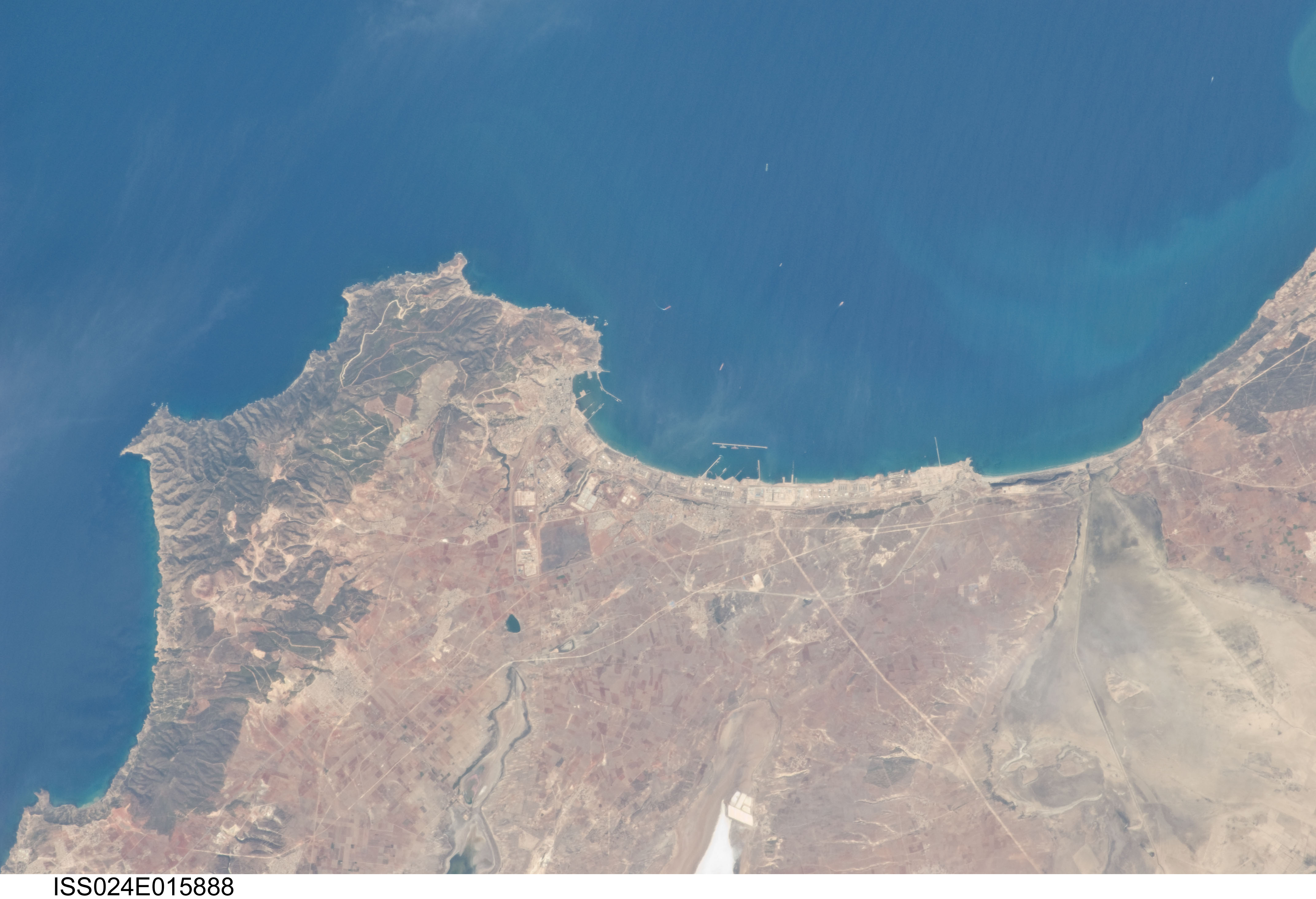
Vue satellite de la région d'Arzew.

Le territoire de la commune de Arzew est situé au nord-est de la wilaya d'Oran. Arzew est ville de la côte d’Algérie située entre Oran et Mostaganem.
Elle est située à 42 kilomètres à l’est d’Oran, la ville et son port sont logés dans la partie ouest d’une vaste baie, au débouché des plaines du Sig et de l’Habra, rivières qui se confondent dans les anciens marais de la Macta.
Le golfe d’Arzew est, avec Mers el-Kébir, le meilleur mouillage naturel de l’Algérie occidentale, voire de toute l’Algérie. Ainsi, son site portuaire est exceptionnel : 70 km d'ouverture et 30 km de flèche. Le port est protégé des vents par le djebel Orousse.
La ville est reliée à Oran, principalement via la Route national 11.
| Mer Méditerranée, Sidi Benyebka | Mer Méditerranée | Mer Méditerranée |
| Sidi Benyebka                   | Arzew            | Mer Méditerranée |
| Hassi Mefsoukh                  | Aïn El Bia       | Aïn El Bia       |

### Secteurs, lieux-dits
En 1984, la commune d'Arzew est constituée à partir des lieux-dits suivants :
- Arzew-Centre
- Domaine Dala Bahri
- El Mahgoun
- L’École de Soudure (ALTRA)
- D.T.C
- Raffinerie S.N.S. (Emballage Zone Industrielle R.T.O.) (Terminale)
- G. P. (Dépôt d'huile) CAMEL
- METHANOL
- SARGAL
- Fontaine de Gazelles
- Cap Carbon
- Sidi Moussa

### Climat
Le climat à Arzew  est chaud et semi-aride, les précipitations sont faibles toute l'année. La classification de Köppen est de type BSh. La température moyenne est de 18,3 °C. La pluviométrie annuelle moyenne ne dépasse pas les 400 mm.
| Mois                              | jan. | fév. | mars | avril | mai  | juin | jui. | août | sep. | oct. | nov. | déc. | année |
| --------------------------------- | ---- | ---- | ---- | ----- | ---- | ---- | ---- | ---- | ---- | ---- | ---- | ---- | ----- |
| Température minimale moyenne (°C) | 8,9  | 9,1  | 10,8 | 12,8  | 15,6 | 19   | 21,7 | 22,7 | 20,7 | 17,5 | 12,9 | 10,1 |       |
| Température moyenne (°C)          | 11,8 | 12,1 | 14   | 16    | 18,9 | 22,6 | 25,4 | 26,1 | 23,7 | 20,5 | 15,7 | 13   | 18,3  |
| Température maximale moyenne (°C) | 14,9 | 15,4 | 17,5 | 19,5  | 22,3 | 26,3 | 29,4 | 30,1 | 27,3 | 24,1 | 18,6 | 15,9 |       |
| Précipitations (mm)               | 50   | 41   | 41   | 39    | 24   | 6    | 1    | 4    | 17   | 33   | 63   | 44   | 363   |

| Diagramme climatique                                  |           |            |            |            |         |           |           |            |            |            |            |
| J                                                     | F         | M          | A          | M          | J       | J         | A         | S          | O          | N          | D          |
| 14,98,950                                             | 15,49,141 | 17,510,841 | 19,512,839 | 22,315,624 | 26,3196 | 29,421,71 | 30,122,74 | 27,320,717 | 24,117,533 | 18,612,963 | 15,910,144 |
| Moyennes : • Temp. maxi et mini °C • Précipitation mm |           |            |            |            |         |           |           |            |            |            |            |

## Toponymie
Arzew est évoqué pour la première fois en l'an 1068, sous le nom de Arzu, par le géographe de Cordoue, Al-Bakri, mais il faisait référence aux ruines romaines de « Portus Magnus », c'est-à-dire Bethioua aujourd'hui. Al Idrissi le transcrit en Arzaou. Dans les textes arabes le nom de la ville figure presque toujours sous la même graphie: Arzawā, Arzāw sauf dans le texte d'Al-Istibsar où elle est nommée Azwāwā.
En 1743, Thomas Shaw évoque un « port d'Arzew », comme lieu favorable au mouillage des bateaux, sorte de prémices du port actuel.
Le nom primitif d'Arzew est inconnu. L’orthographe d’Arzew, ne correspond ni à la prononciation autochtone ni à celle des Français qui disent et écrivent souvent Arzeu. Cette transcription semble anglaise, puisqu'elle figure pour la première fois dans l'ouvrage du consul britannique d'Alger, le docteur Shaw. Cette orthographe est passée en français avec la traduction du livre Voyages dans plusieurs provinces de la Barbarie, a été adoptée durant la période coloniale, puis reprise à l'indépendance. La prononciation anglaise de Arzew respecte mieux le nom berbère que la française. Le nom berbère est en effet "Rziou" : / rä' zä' yä' wäw /.
Les portulans pisans du XIVe siècle donnent Arzeou ou Arzaou. Au temps des Zianides, Arzew s'est momentanément appelée Mars Banu Zayan, ou « Port des Banu Zayan ».
Le nom est manifestement d’origine berbère. L'étymologie du nom d'Arzew n'a pas été clairement déterminée. On pourrait rapprocher ce nom de celui de la montagne qui domine la ville et qui s'appelle « djebel Ourouze ». Arzieu aurait le sens de « broche, forte pointe » et se rattacherait à la racine berbère « RZI » et du verbe « erzi » (« embrocher »).
Le nom est aussi rapproché de la racine yz servant à désigner une étendue cultivable ou terrain en bordure d’une rivière : et au tamahaq aγezu qui se rapporte à un récipient hémisphérique en bois, dans ce cas, ce serait la concavité de la baie qui aurait été prise en compte dans la toponymie.

## Histoire

### Préhistoire et Antiquité

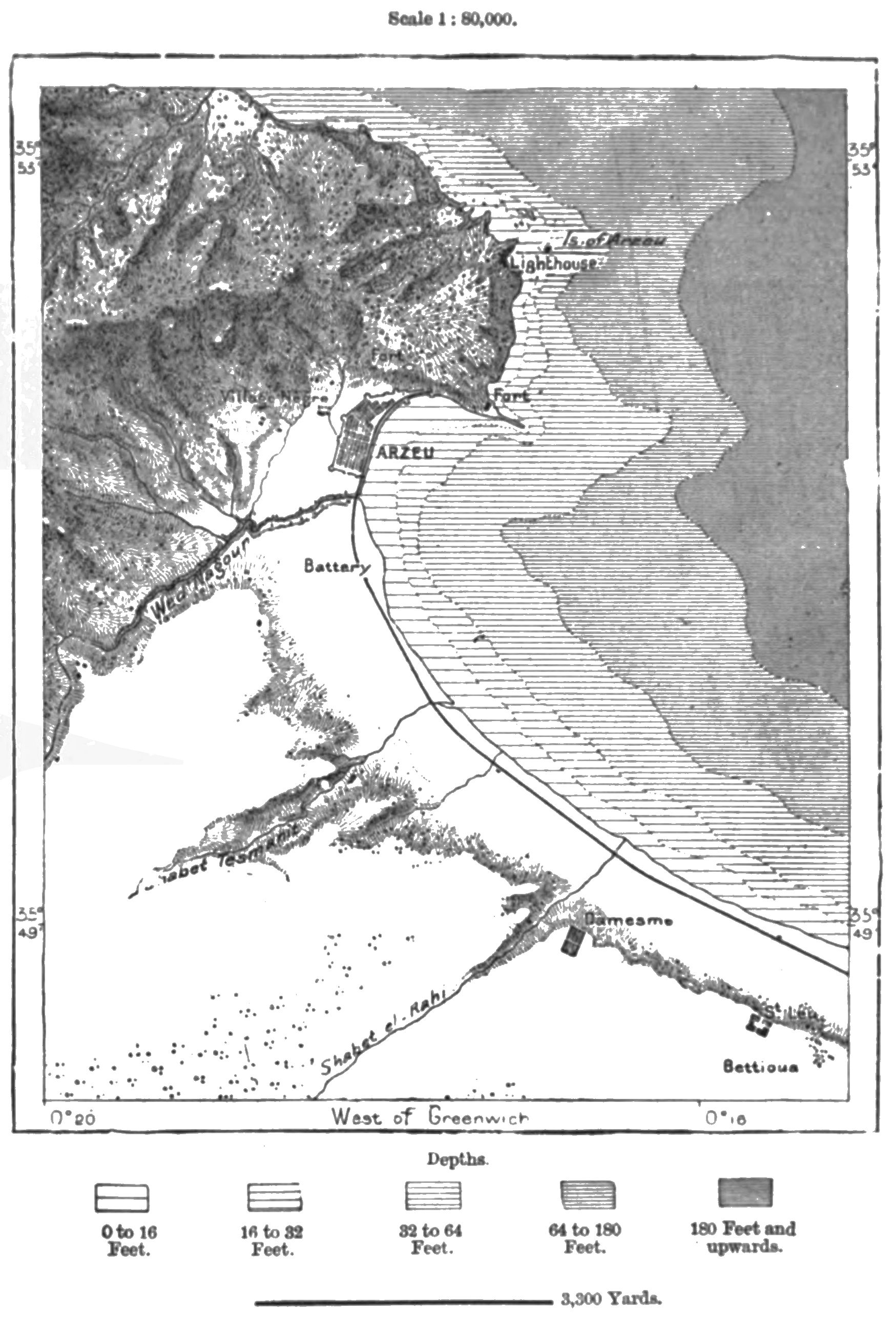
Carte de Portus Magnus

Le site d’Arzew a été occupé dès la Paléolithique. À mi-chemin entre le port et le Cap Carbon, fut découvert, en 1950, à l’ouest du Chabet el Kerma, un important gisement atérien.
Le golfe d’Arzew ne pouvait être négligé par les navigateurs antiques. Arzew été un comptoir phénicien,,,,. La région a dû passer aux mains de Syphax, puis de Massinissa et, puis à celles des Romains. La ville de Portus Magnus (« Grand Port ») devient l’une des plus grandes de la Maurétanie césarienne, à deux kilomètres de la mer où s’élève aujourd’hui l’agglomération de Bethioua, où l'on peut trouver les ruines de la vieille ville romaine. Elle est détruite par les vandales au Ve siècle.

### Période islamique
Au début de la période islamique, les Berbères Zénètes sont maîtres des plaines de la Macta et de toute la région. Au XIe siècle, Al-Bakri parle de la ville romaine en ruines. Il signale, sur la montagne voisine (celle qui domine l’actuelle Arzeu), trois châteaux qui servent de ribat. Le pays d’Arzew se présente comme devant jouer un rôle militaire et religieux. Les sources arabes évoquent que la localité d'Arzaw englobe en vérité deux localités, une typiquement antique et une seconde médiévale.
Ainsi, l’habitat s’est déplacé, des ruines de Portus Magnus, vers l’emplacement de la ville actuelle. Un siècle plus tard la ville a retrouvé ses fonctions, Al Idrissi la décrit comme un bourg prospère qui exporte le blé de la région. Au XIIe siècle, Arzew aurait fourni des bateaux au calife Almohade Abd al-Mumin pour la conquête de l’Ifriqiya.
Les Zianides de Tlemcen, qui succèdent aux Almohades, gardent à Arzew son importance. La fidélité des habitants à l’égard de cette dynastie explique le nom de Mers Beni-Zyan donné à la ville. Elle devient une place importante du royaume tandis que la réputation du port grandit, il est fréquenté par les négociants européens de la Méditerranée. La période zianide coïncide avec l’arabisation progressive des tribus zénètes.
Après la chute de Grenade en 1492, les andalous affluent à Arzew, participant au développement de la ville. Celle-ci résistera aux assauts des Espagnols qui conquièrent Mers el-Kébir, puis Oran, mais pour éviter l'occupation, elle signe, en 1511, une convention, qui équivaut à une sorte de protectorat. Les Turcs mettent fin à cet état de fait, en s'emparant de Mostaganem qui devient leur principale base contre les Espagnols.
Pendant le XVIe et XVIIe siècles, Arzew se trouve dans une sorte de « no man’s land ». Les Espagnols se retirent définitivement en 1792. Le port prospère grâce aux expéditions de blé venant de la plaine du Sig. Arzew est en 1830 un port à blé et marchandises et disposant de baraques et magasins édifiés par les Turcs de l'époque.

### Époque coloniale

Blason durant l'époque coloniale

Arzew fut occupée par les Français le 4 juillet 1833. Grâce au traité que l'émir Abdelkader ibn Muhieddine obtient du général Desmichels en 1834, Arzew devient le port des possessions dont il s’assure un véritable monopole sur les salines, le commerce du blé.
La bataille de la Macta se solde par une victoire des troupes d’Abd el-Kader contre la colonne du général Trézel. En 1840, les cavaliers de l’émir tentent un coup de main sur la place qui reste sous administration militaire jusqu’en 1850.

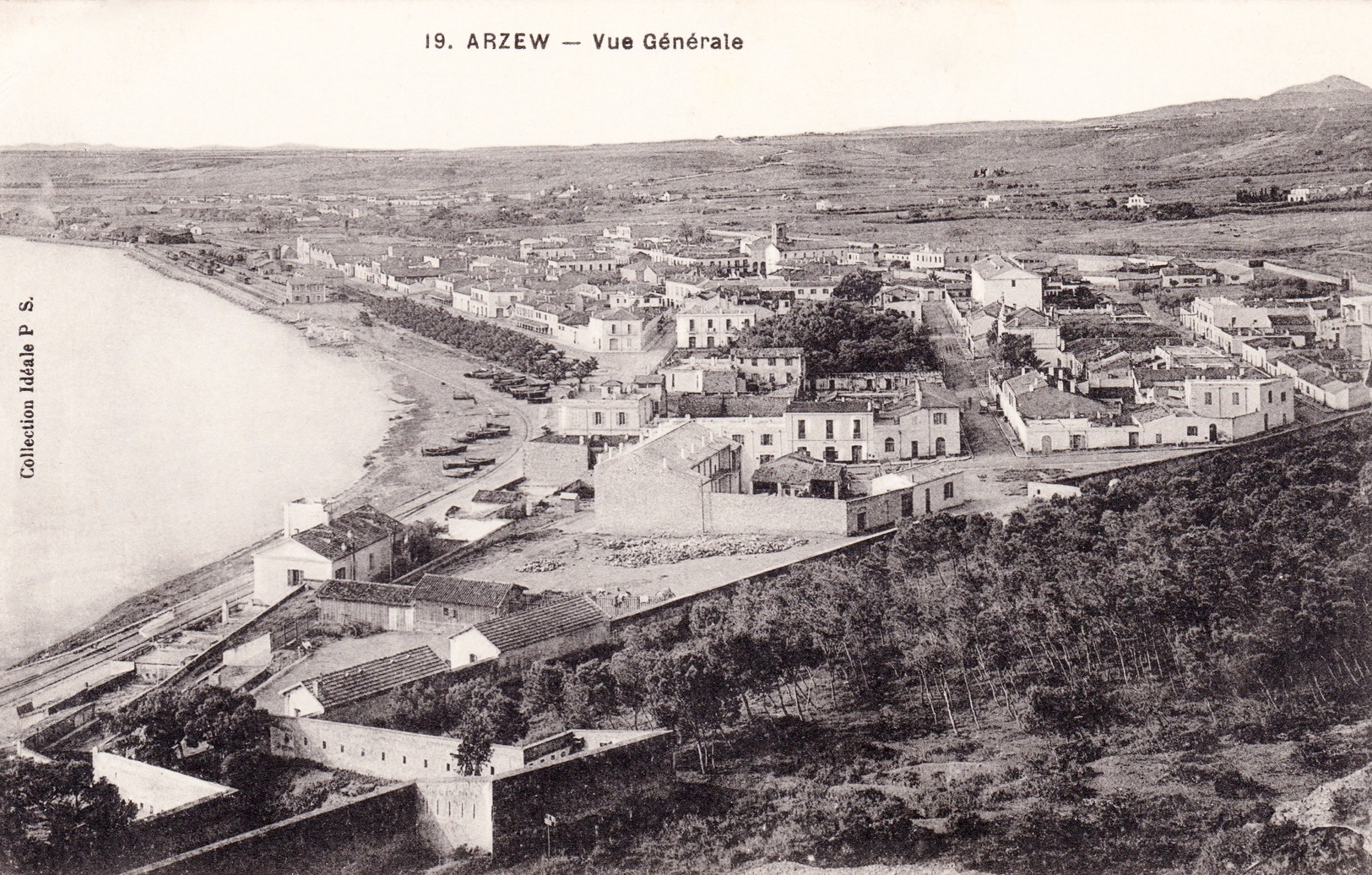
Arzew vers 1905

Une ordonnance du roi Louis-Philippe en date du 12 août 1845 décide qu’il serait créé à Arzew un centre de population de 200 familles baptisé Arzew-le-Port,. Les premiers colons baptisèrent plusieurs des villages coloniaux de la région de noms parisiens car c'était la région dont ils étaient originaires. La ville deviendra commune de plein exercice avec le décret du 31 décembre 1856 sous le nom d'Arzew.
Désormais, on distingue Arzew, ville nouvelle, et le Viel Arzew sur l’emplacement de la cité romaine Portus Magnus où se sont établis les Bethioua puis les colons en1848 qui construisent le village de Saint-Leu (actuelle  Bethioua), à partir de 1846.
Le développement d'Arzew, comme ville, est dû à l'initiative d'un général français [Lequel ?] qui avait compris l'avenir réservé à une telle position maritime. Dans les premiers temps du colonialisme, le développement est lent et Arzew ne compte que 1 800 habitants. Le manque d'eau potable est un frein à la mise en culture des terres fertiles et fait fuir les Européens envoyés là par le pouvoir colonial. La population musulmane faible de quelques individus s'accrut lentement, mais resta numériquement inférieure à la population européenne, dont une forte composante espagnole (de nombreux pêcheurs et artisans).
Port de pêche, Arzew était aussi le principal port d'exportation de l'alfa exploité sur les hauts plateaux oranais. Cueilli par une main-d'œuvre indigène en grande partie féminine et pressé en énormes balles sur les centres d'exploitation, cet alfa était transporté jusqu'à la mer, jadis par chariots que conduisaient des carreteros espagnols, plus tard par des camionneurs, souvent leurs enfants ou petits-enfants. Longtemps, la première papeterie d'alfa algérienne ne fut construite près d'Alger qu'au lendemain de la Deuxième Guerre mondiale), l'importation de cet alfa fut l'exclusivité des papetiers anglais.
Le port Arzew va souffrir de la concurrence de Mostaganem et surtout d'Oran, qui captaient l'essentiel du trafic maritime de la région. Elle demeura longtemps un petit port de pêche. Le 24 juillet 1912, la ville est secouée par un violent tremblement de terre. La force du séisme a fait supposer qu'Arzew en était l'épicentre.

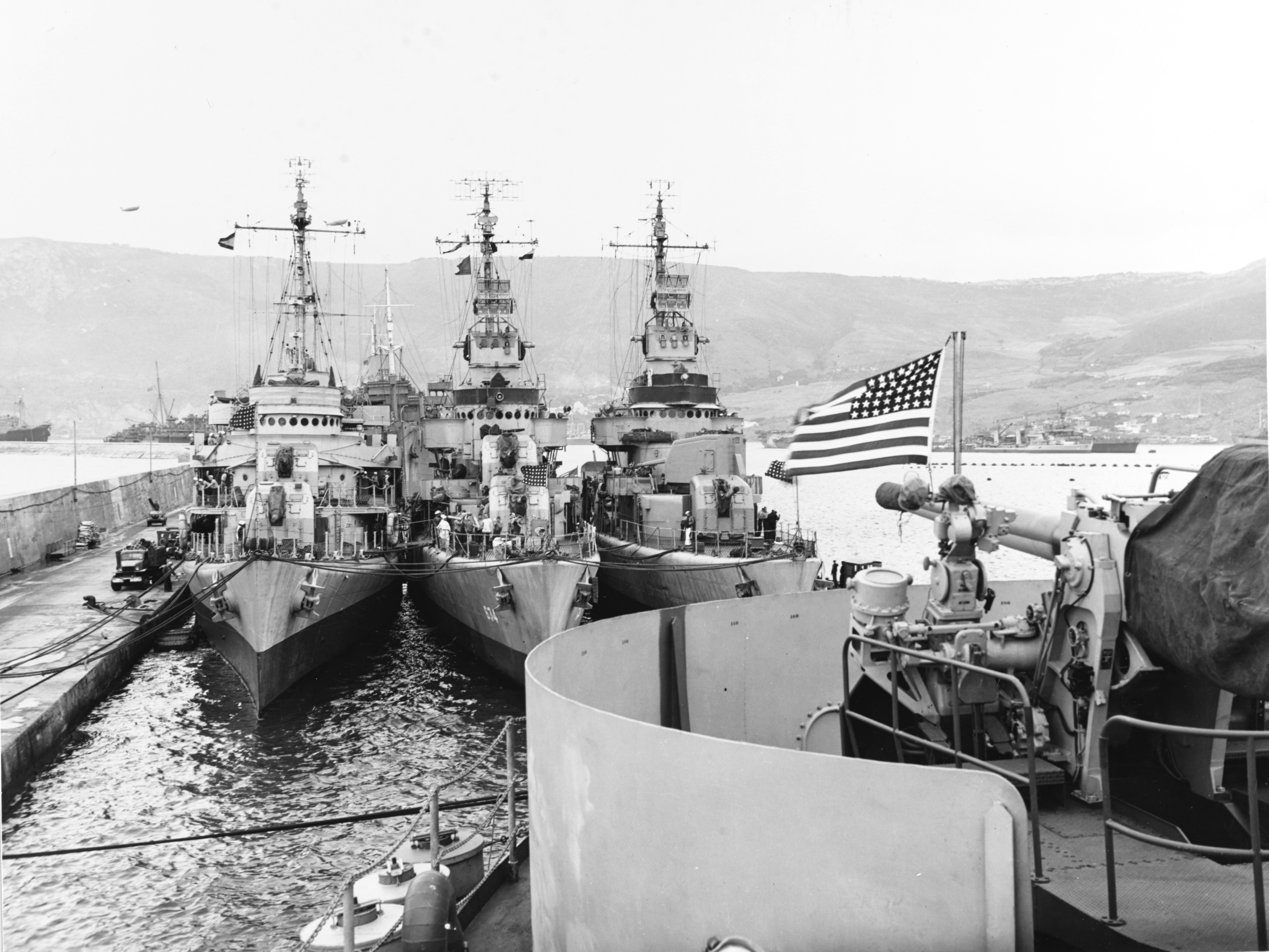
Les et USS Doran (DD-634) à Arzew en juin 1944

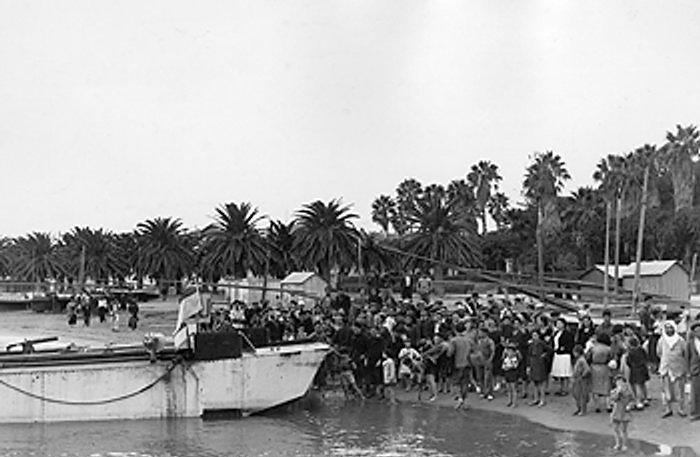
Arzewiens à la rencontre des troupes américaines durant l'opération Torch en novembre 1942

Durant la Seconde Guerre mondiale, l'armée américaine y débarqua au cours de l'opération Torch en 1942 ; il s'ensuivit la bataille d'Arzew face aux troupes vichystes.

### Guerre d'Algérie
Durant la guerre d'Algérie, l'école de guerre psychologique d’Arzew nommée Centre d'instruction à la pacification et à la contre-guérilla (CIPCG) était l'une des deux écoles de formation des cadres pour la guerre psychologique. Créée en 1957 par Marcel Bigeard, ses instructeurs étaient pour la plupart eux aussi des vétérans de la guerre d’Indochine. Forts de leur expérience, ils l'ont mise en pratique contre les militants du FLN.
De 1957 à 1960, plus de 8 000 officiers et sous-officiers l'ont fréquentée. Ouverte à l'international, des stagiaires belges et portugais y furent instruits afin d'apprendre à lutter contre les mouvements indépendantistes apparaissant au Congo, en Angola et au Mozambique.

### Depuis l'indépendance
Depuis l'indépendance du pays, la ville connaît une croissance économique importante en devenant un pôle de la pétrochimie symétriquement à Skikda, à l'est du pays. C'est le type même du pôle de croissance défini par les économistes de la période du grand développement algérien.

## Démographie
Selon le recensement général de la population et de l'habitat de 2008, la population de la commune d'Arzew est évaluée à 70 951 habitants contre 66 720 habitants en 1998 dont 58 162 habitants dans l'agglomération chef-lieu et 7 846 habitants à El Mahgoun.
Elle est la cinquième commune la plus peuplée de la wilaya d'Oran, et la deuxième unité urbaine après Oran.
Avec la création de la zone industrielle, la commune a enregistré des taux de croissance démographique significatifs, surtout en ce qui concerne la décennie 1977-1987 :  6.83 %.
| 1901  | 1954   | 1966   | 1977   | 1987   | 1998   | 2008   |
| ----- | ------ | ------ | ------ | ------ | ------ | ------ |
| 5 600 | 10 500 | 11 500 | 20 970 | 40 473 | 56 241 | 58 162 |

## Urbanisme

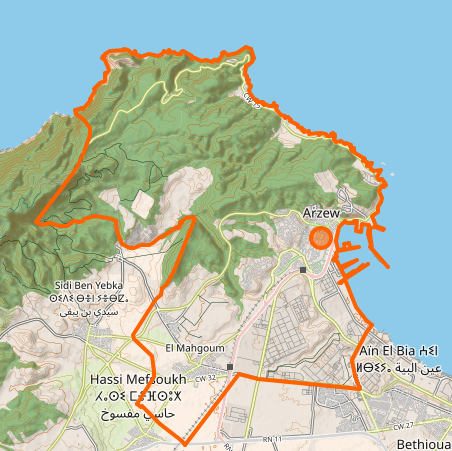
Plan de l'urbanisation dans la commune.

Malgré la croissance économique, l’habitat n’a pas suivi la progression industrielle, pour le plus grand nombre, l’emploi se trouve à Arzew, mais c’est à Oran que se trouve l’environnement socio-culturel.
Arzew enregistre, une saturation dans son portefeuille foncier urbanisable, due au relief fortement accidenté, de plus la prédominance de la propriété privée et la rareté du domaine de l’État.
Durant les années 1990, elle a connu des extensions urbaines anarchiques telles que celles de Guessibet d'El Mohgoun, de Cap Carbon et de la cité 1000 
logements (située aux alentours de l'Oued Zabana). En 2009, des actions pour l'amélioration du cadre de vie, notamment en matière d'habitat et d'aménagement urbain telle que la réalisation de nouveaux espaces verts, ont été déployées. Toutefois, l'absence de terrains, entrave le lancement des projets d'équipements publics.
Avant la création de la zone industrielle, la côte Est était bordée de plages et de dunes sur presque toute sa longueur et s'appuyer sur un riche arrière-pays agricole.

## Administration

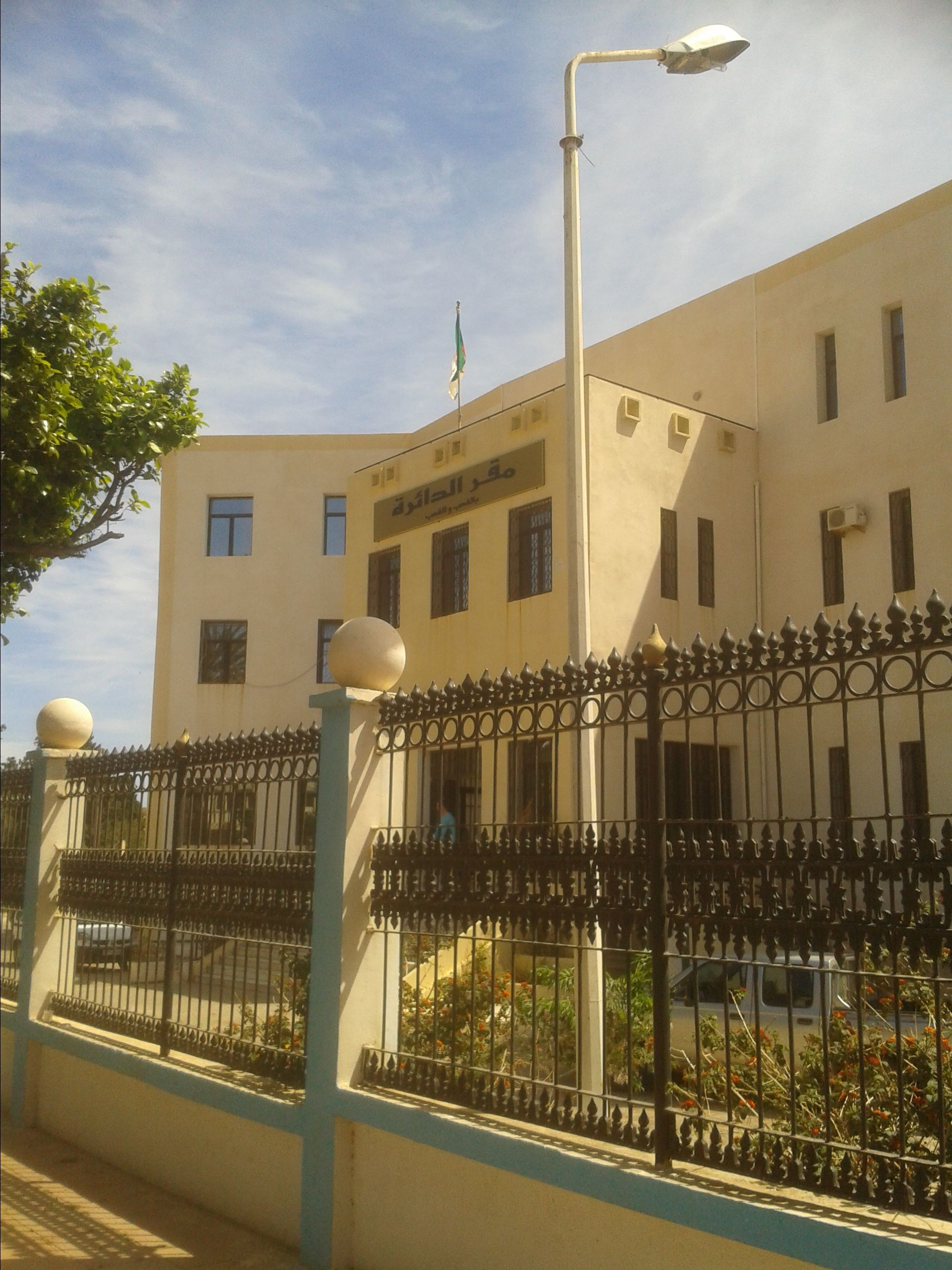
Siège de la daïra d'Arzew

La ville coloniale est créée par ordonnance royale du 12 août 1845, elle est érigée en commune de plein exercice par décret en 1856 qui connait une nouvelle délimitation en 1860. La commune reste rattachée au département d'Oran.
La ville est le siège d'une daïra.

## Économie

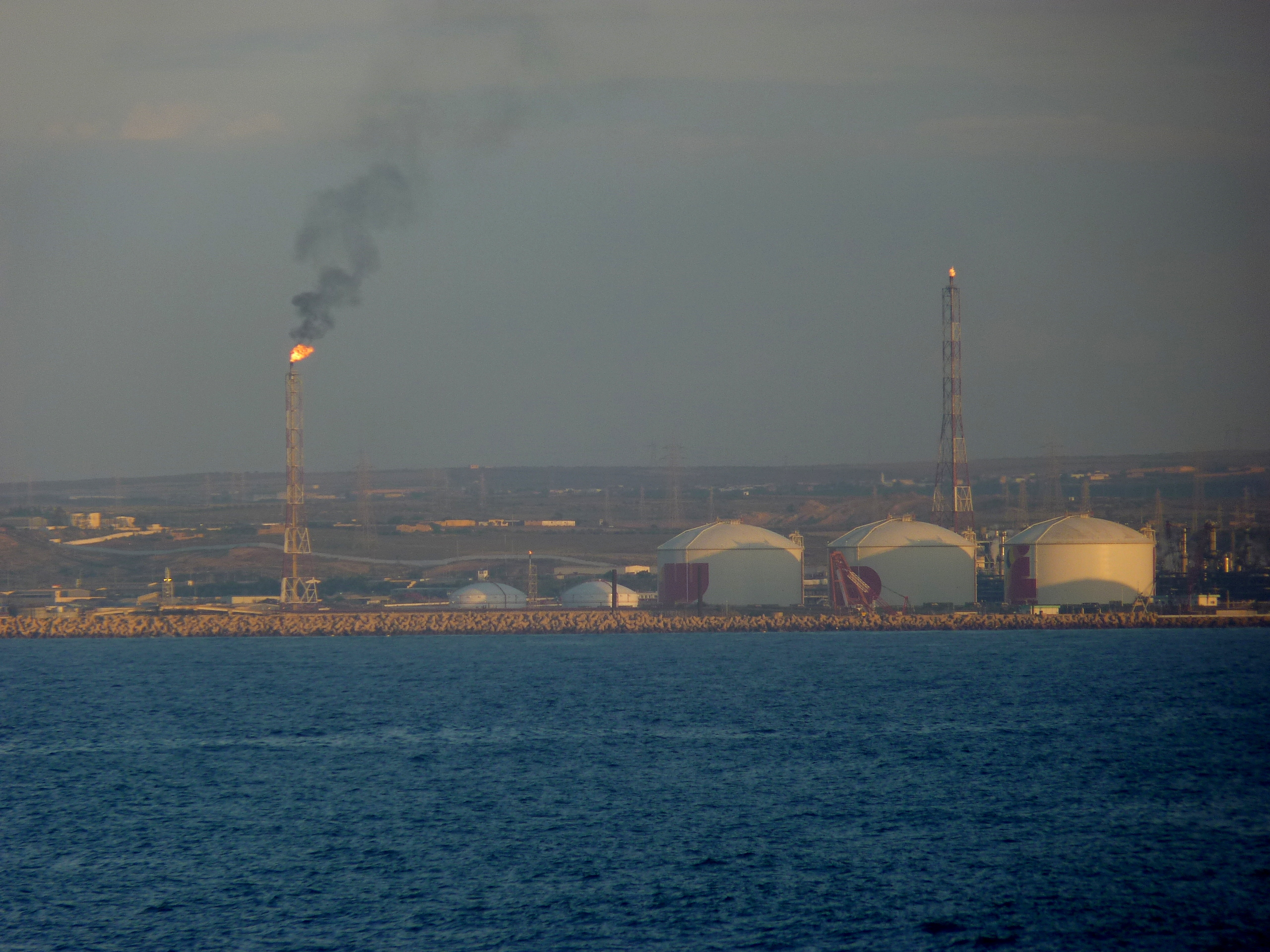
Vue panoramique vers la zone industrielle.

À l'indépendance, Arzew est transformée en un grand centre pétrochimique. Elle a constitué une des grandes vitrines de l'Algérie industrielle et moderne. La zone pétrochimique d'Arzew s'allonge au sud-est de la ville, parallèlement au littoral, est l'une des zones pétrochimiques les plus importantes d'Algérie. Elle a nécessité la construction d'un nouveau port, au droit de Bethioua.
La zone industrielle s'étend sur une superficie totale de 2 800 ha, et comprend deux ports spécialisés et une plate-forme industrielle. Elle comprend une concentration élevée de complexes pétrochimiques et de raffinage. Un réseau de pipes provient des champs pétrolifères et gaziers de Hassi Messaoud et Hassi R'Mel et des unités de prestation de services dans les domaines de maintenance industrielle, de Génie Civil et de formation de personnel et une centrale électrique complètent l'ensemble.
Elle a permis l'implantation de plusieurs unités de production et unités de services pétroliers tels que : Raffinerie Naftec, RTO, Naftal AVM ; Gazier tel que: GNL1, GNL2, GNL4, ENGI, Hélios, GP1Z, GP2Z, Naftal (centre enfuteur), le terminal gazier alimente en particulier la France en gaz liquide, avec des rotations quasi hebdomadaires de méthaniers, qui arrivent à Montoir de Bretagne ; et vhimique: Fertial, Groupe Asmidal, Méthanol, Fertalge.
De nombreuses usines établies le long du littoral, puisent en mer l’eau dont elles ont besoin. D’autres prises d’eau ont été aménagées dans le port même. L’essor économique gagne également l’axe routier Oran-Arzew où se multiplient constructions d’usines ou d’ateliers. Par contre, le port de pêche d'Arzew a vu sa production décliner, parce qu'entravée par les activités pétrolières.

## Patrimoine

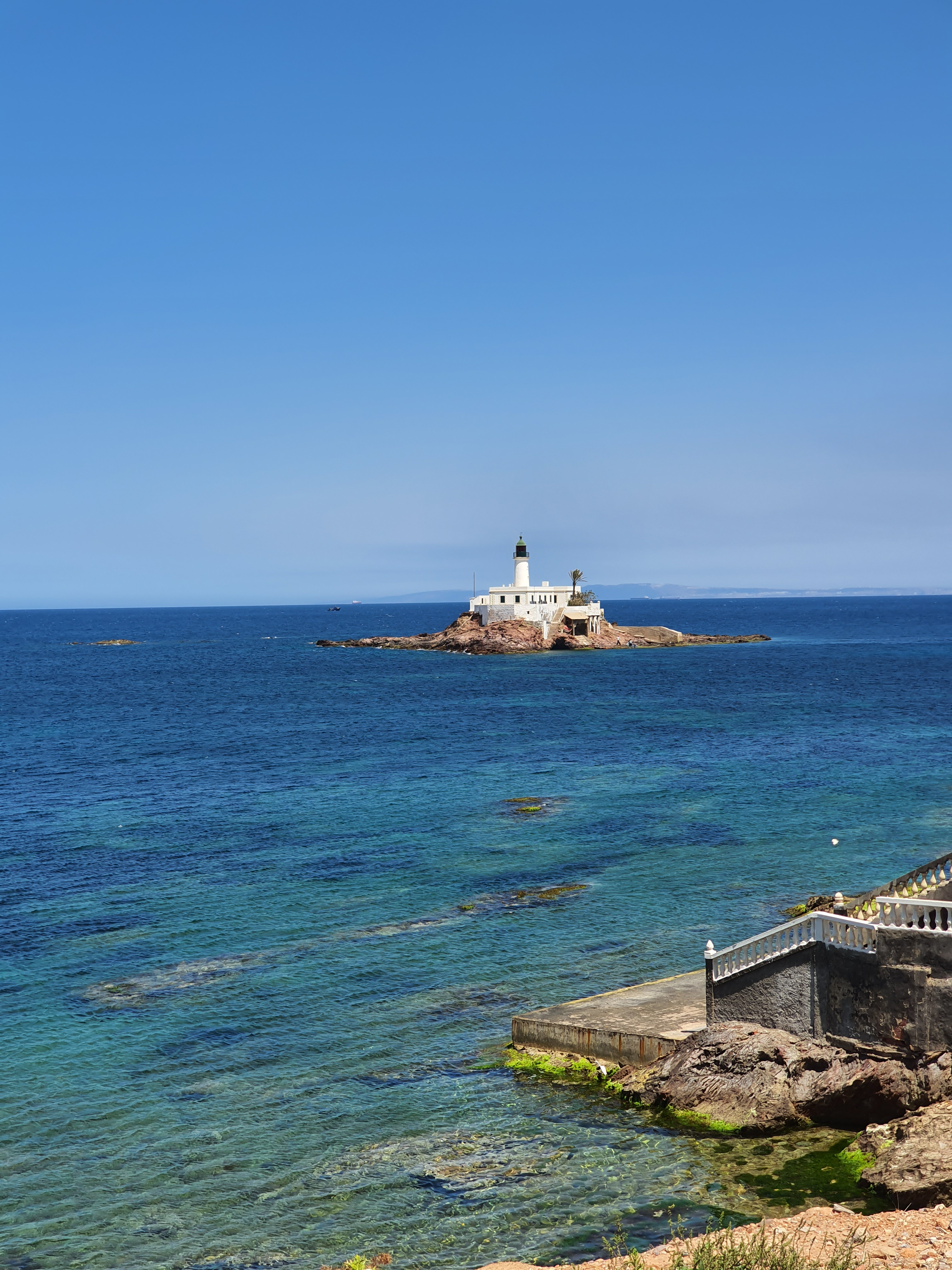
Le phare

Le phare de l'îlot d'Arzew est un des plus anciens phares d'Algérie, construit au XIXe siècle.
La Germainerie est un restaurant sur Arzew qui a la particularité d'être tenu par Germaine Ripoll et son fils Pierre, seuls pieds-noirs de la ville à être restés en Algérie plus de 50 ans après l’indépendance.

## Sport
L'Olympic Moustakbel Arzew (OMA) est le club de football de la ville d'Arzew.

## Arzew dans la culture
- Le jeu vidéo Medal of Honor : Débarquement allié s'inspire de cette ville. La première mission, prélude à l'opération Torch, le joueur infiltre la petite ville d'Arzew avec une unité de Rangers afin de détruire des canons menaçant le succès du débarquement.
- Norbert Truquin, dans ses Mémoires d'un prolétaire à travers la Révolution, l'une des premières autobiographies ouvrières, décrit sa vie dans cette ville dans plusieurs chapitres de son livre. D'abord enthousiasmé par la vie en Algérie et ses habitants, il déchante rapidement face à la situation matérielle et morale dans ce pays. Il écrit donc l'une des premières critiques de la colonisation française par un homme du peuple[37].
- Les Palmiers d'Arzew : mémoires d'outre-Méditerranée (1849-1962) sont les mémoires familiales de Georges Campos, aux éditions TAC Motifs en 1988  (ISBN 2-906339-08-3). Ce livre raconte le destin en Oranie d'une famille d'immigrants espagnols fuyant au milieu du XIXe siècle la misère et l'insécurité régnant sur leur pays, secoué par l'instabilité politique. Georges Campos décrit la vie du temps des Pieds-Noirs à Arzew, Tiaret, Sainte-Léonie, Perrégaux, Mostaganem...
- La série algérienne Babor Elouh, se déroule à Arzew[38].

## Galerie

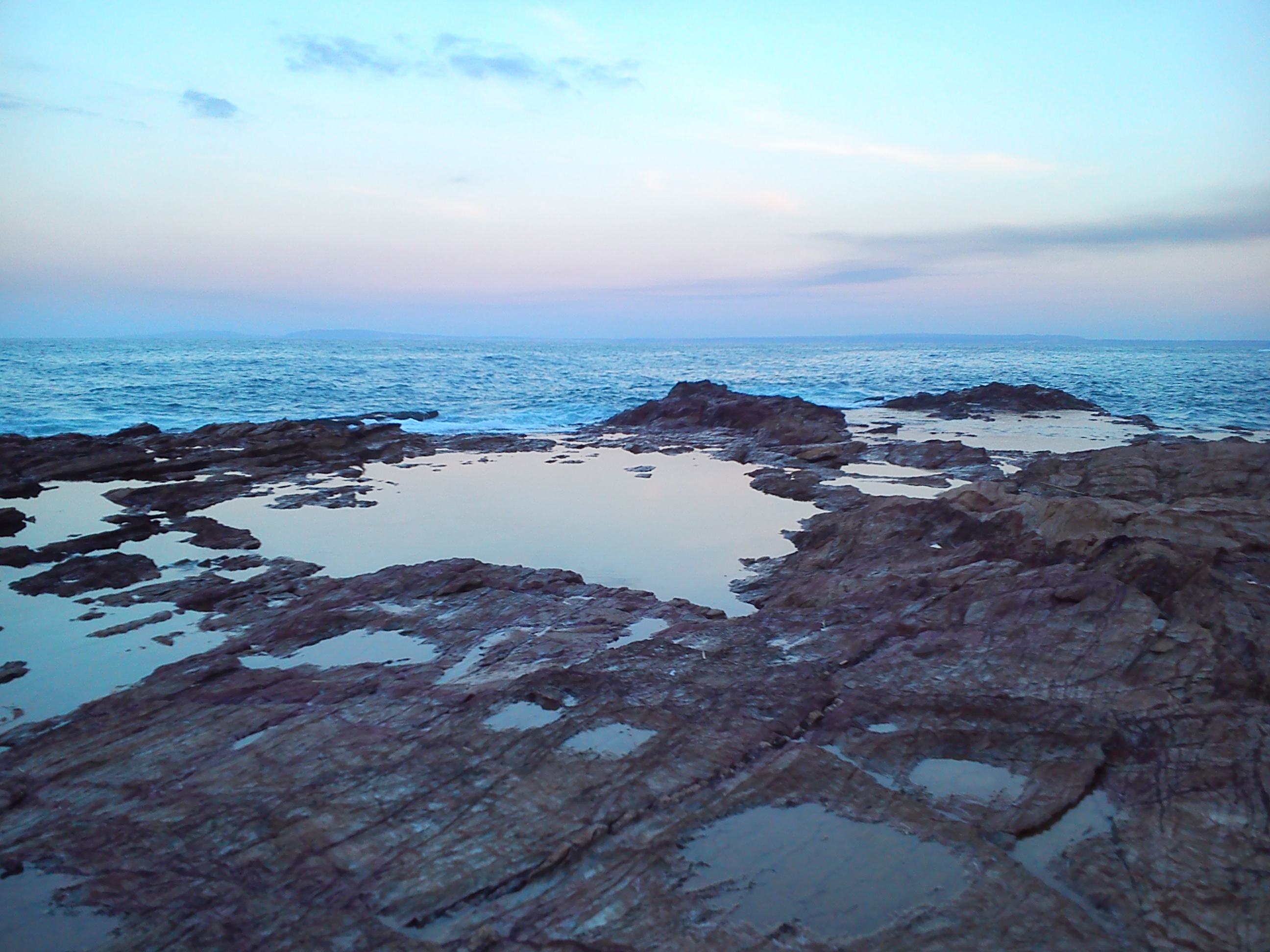
Esplanade d'Arzew
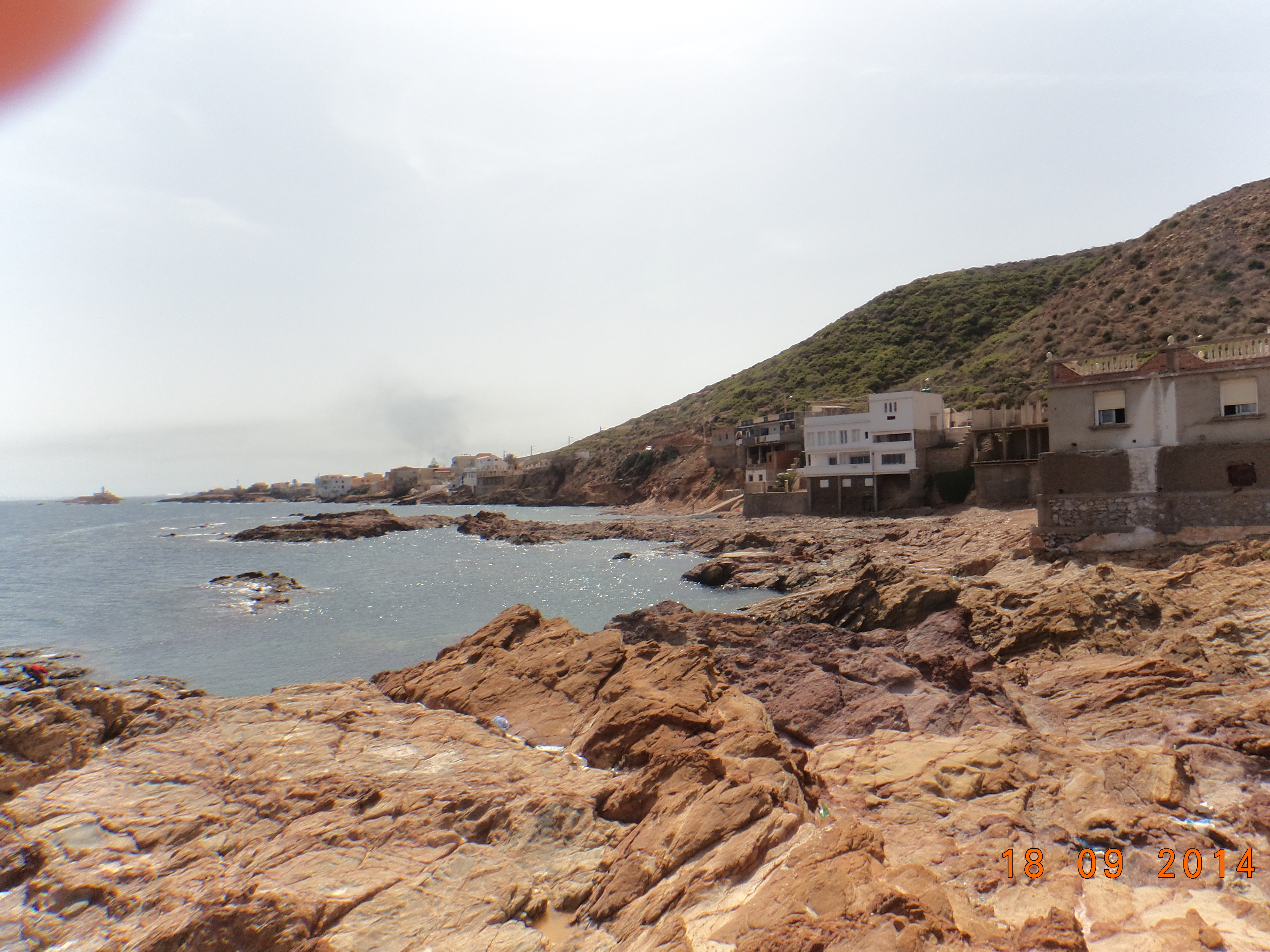
Fontaine des Gazelles
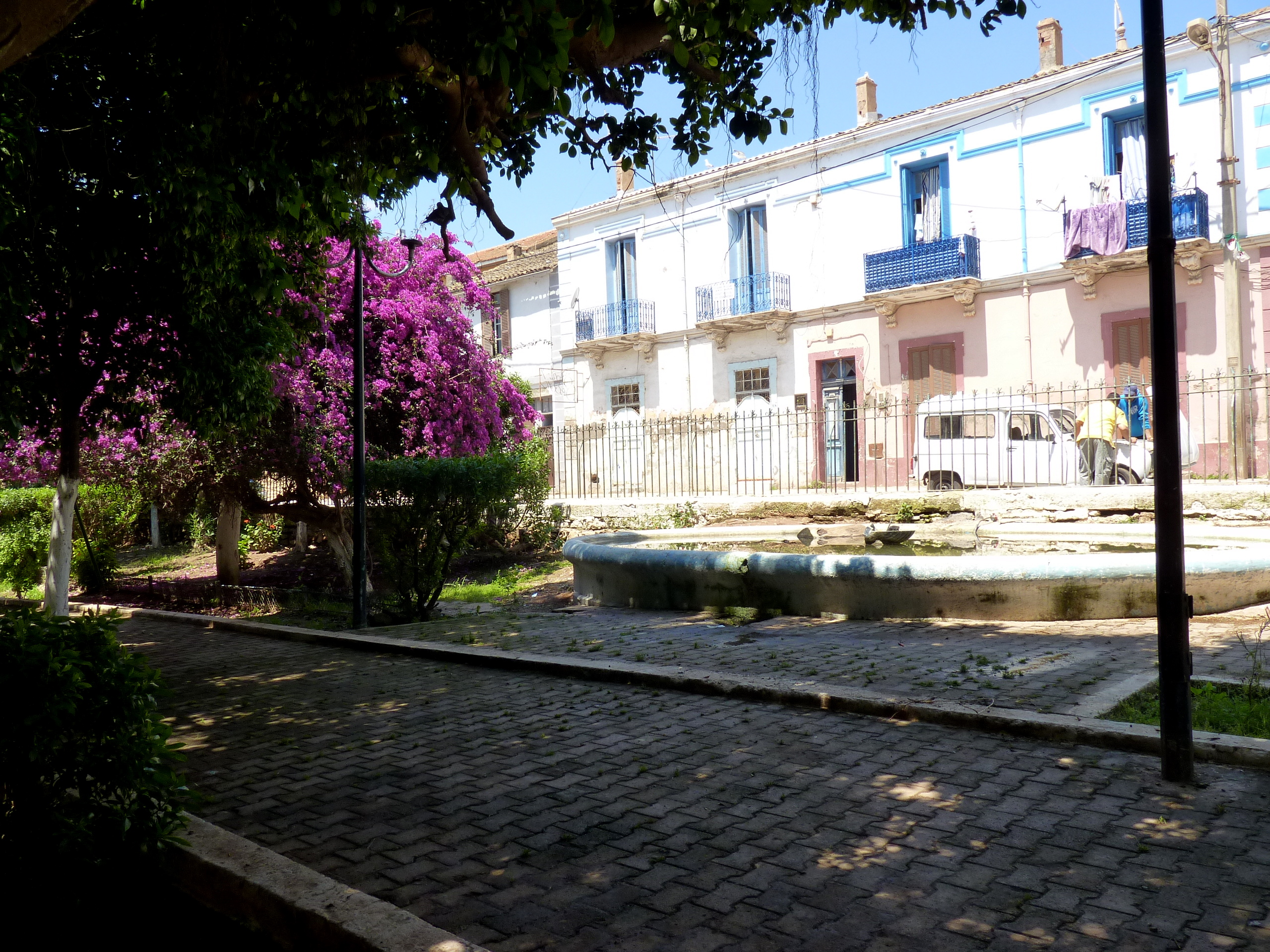
Jardins D'Arzew